# Christmas in Killarney
Christmas in Killarney is een Iers kerstlied, geschreven door John Redmond, James Cavanaugh en Frank Weldon in 1950. 
Christmas in Killarney is al door vele artiesten opgevoerd. Meest bekende is Bing Crosby; het nummer staat op zijn album Merry Christmas. Zanger Ruby Murray nam een versie op tijdens de jaren vijftig van de twintigste eeuw, net als Dennis Day. Het nummer bereikte een top tien positie in de Engelse hitparade in de jaren vijftig. Latere versies zijn door artiesten als Bobby Vinton (1964), Anne Murray (1981), de groep The Irish Rovers en door Barra MacNeils opgenomen. Het lied was prominent aanwezig in de Rankin/Bass Animated Entertainment-televisieproductie en kerstspecial The Leprechaun's Christmas Gold. 